# Eparchia wschodnioamerykańska
Eparchia wschodnioamerykańska – administratura Serbskiego Kościoła Prawosławnego z siedzibą w Nowym Jorku. Jej ordynariuszem jest biskup Ireneusz (Dobrijević).